# Aljaž Struna
Aljaž Struna, né le 4 août 1990 à Koper en Yougoslavie (auj. en Slovénie), est un footballeur international slovène, qui joue au poste de défenseur.
Son frère aîné, Andraž, est également footballeur international.

## Biographie

### Carrière en club
Avec le club du FC Koper, Aljaž Struna dispute deux matchs en Ligue des champions, et deux matchs en Ligue Europa.

### Carrière internationale
Aljaž Struna compte dix sélections avec l'équipe de Slovénie depuis 2016. 
Il est convoqué pour la première fois en équipe de Slovénie par le sélectionneur national Srečko Katanec, pour un match amical contre la Macédoine le 23 mars 2016. Il commence la rencontre comme titulaire, et sort du terrain à la 46e minute de jeu, en étant remplacé par Miral Samardžić. Le match se solde par une victoire 1-0 des Slovènes.

## Statistiques
| Saison                | Club                  | Championnat           | Championnat | Championnat | Coupe(s) nationale(s) | Coupe(s) nationale(s) | Compétition(s) continentale(s) | Compétition(s) continentale(s) | Compétition(s) continentale(s) | Séries | Séries | Slovénie | Slovénie | Total | Total |
| Saison                | Club                  | Division              | M.          | B.          | M.                    | B.                    | Comp.                          | M.                             | B.                             | M.     | B.     | M.       | B.       | M.    | B.    |
| 2009-2010             | FC Koper              | PrvaLiga              | 15          | 1           | 2                     | 0                     | -                              | -                              | -                              | -      | -      | -        | -        | 17    | 1     |
| 2010-2011             | FC Koper              | PrvaLiga              | 25          | 2           | 2                     | 0                     | C1                             | 2                              | 0                              | -      | -      | -        | -        | 29    | 2     |
| 2011-2012             | FC Koper              | PrvaLiga              | 23          | 0           | 2                     | 1                     | C3                             | 2                              | 0                              | -      | -      | -        | -        | 27    | 1     |
| Sous-total            | Sous-total            | Sous-total            | 63          | 3           | 6                     | 1                     | -                              | 4                              | 0                              | 0      | 0      | 0        | 0        | 73    | 4     |
| 2013-2014             | US Palerme            | Serie B               | 1           | 0           | 0                     | 0                     | -                              | -                              | -                              | -      | -      | -        | -        | 1     | 0     |
| 2015-2016             | US Palerme            | Serie A               | 23          | 1           | 0                     | 0                     | -                              | -                              | -                              | -      | -      | 4        | 0        | 27    | 1     |
| 2017-2018             | US Palerme            | Serie B               | 35          | 0           | 4                     | 0                     | -                              | -                              | -                              | -      | -      | 3        | 0        | 42    | 0     |
| 2018-2019             | US Palerme            | Serie B               | 5           | 1           | 0                     | 0                     | -                              | -                              | -                              | -      | -      | 2        | 0        | 7     | 1     |
| Sous-total            | Sous-total            | Sous-total            | 64          | 2           | 4                     | 0                     | -                              | 0                              | 0                              | 0      | 0      | 9        | 0        | 77    | 2     |
| 2012-2013             | AS Varèse (prêt)      | Serie B               | 9           | 0           | 0                     | 0                     | -                              | -                              | -                              | -      | -      | -        | -        | 9     | 0     |
| 2014-2015             | Carpi FC (prêt)       | Serie B               | 34          | 1           | 0                     | 0                     | -                              | -                              | -                              | -      | -      | -        | -        | 34    | 1     |
| 2016-2017             | Carpi FC (prêt)       | Serie B               | 30          | 1           | 4                     | 0                     | -                              | -                              | -                              | -      | -      | 3        | 0        | 37    | 1     |
| Sous-total            | Sous-total            | Sous-total            | 64          | 2           | 4                     | 0                     | -                              | 0                              | 0                              | 0      | 0      | 3        | 0        | 71    | 2     |
| 2019                  | Dynamo de Houston     | MLS                   | 29          | 0           | 0                     | 0                     | LCC                            | 3                              | 0                              | -      | -      | 9        | 1        | 41    | 1     |
| 2020                  | Dynamo de Houston     | MLS                   | 17          | 0           | -                     | -                     | -                              | -                              | -                              | -      | -      | -        | -        | 17    | 0     |
| Sous-total            | Sous-total            | Sous-total            | 46          | 0           | 0                     | 0                     | -                              | 3                              | 0                              | 0      | 0      | 9        | 1        | 58    | 1     |
| 2021                  | CF Montréal           | MLS                   | 18          | 1           | 1                     | 0                     | -                              | -                              | -                              | -      | -      | -        | -        | 19    | 1     |
| Total sur la carrière | Total sur la carrière | Total sur la carrière | 264         | 8           | 15                    | 1                     | -                              | 7                              | 0                              | 0      | 0      | 21       | 1        | 307   | 10    |

## Palmarès
- Avec le  FC Koper
  - Champion de Slovénie en 2010
  - Vainqueur de la Supercoupe de Slovénie en 2010
- Avec  US Palerme
  - Champion d'Italie de Serie B en 2014
- Avec le  Carpi FC
  - Champion d'Italie de Serie B en 2015
- Avec le  CF Montréal :
  - Vainqueur du Championnat canadien en 2021